# Пожар во флигеле
«Пожар во флигеле» — короткометражный художественный телевизионный фильм режиссёра Евгения Татарского, его дипломная работа и режиссёрский дебют. Снят на киностудии Ленфильм в 1973 году по рассказу «Пожар во флигеле, или Подвиг во льдах» из цикла «Денискины рассказы» Виктора Драгунского. Фильм получил Гран-при фестиваля телевизионных фильмов в Мюнхене.

## Сюжет
Заигравшиеся во дворе Денис Кораблёв и Мишка Слонов договорились не отвлекаться по дороге в школу, чтобы не опоздать к началу уроков. Они честно сдерживали себя, пока им не повстречался орёл, которого просила поймать бежавшая за ним девочка.
Опоздавшие мальчики, боясь, что в историю о птице в центре большого города никто не поверит, придумали в своё оправдание историю о пожаре во флигеле и спасённой малышке. Но задержавшийся в гардеробе Мишка неожиданно стал рассказывать про тонувшего в пруду мальчика.
Учительница Раиса Ивановна стала стыдить ребят за ложь, пока не пришёл завуч и не рассказал, что из «живого уголка» соседней школы улетел редкий орёл, пойманный учениками их класса.

## В ролях
- Саша Михайлов — Денис Кораблёв
- Саша Хмельницкий — Мишка Слонов
- Олег Даль — скульптор
- Лиана Жвания — Раиса Ивановна, учительница
- Ольга Богданова — девочка с орлом
- Маргарита Сергеечева — Рита
- Олег Белов — завуч
- Елена Ванчугова — вахтёрша
- Виктор Татарский — малыш с клюшкой
- Яков Голяков — старик-орёл (в титрах не указан)

## Съёмочная группа
- Автор сценария: Валерий Попов
- Режиссёр-постановщик: Евгений Татарский
- Оператор-постановщик: Генрих Маранджян
- Композитор: Исаак Шварц
- Художник-постановщик: Исаак Каплан